# Superior (Arizona)
Pour les articles homonymes, voir Superior.
Superior est une ville des États-Unis, située en Arizona, dans le comté de Pinal, à 80 kilomètres à l'est de Phoenix.
Sa principale source de revenus est l'exploitation du cuivre dans les mines avoisinantes.

## Transports
La ville dispose d'un petit aérodrome (code OACI: E 81), situé à l'entrée ouest de la localité.

## Démographie
| 1920  | 1930  | 1960  | 1970  | 1980  | 1990  |
| ----- | ----- | ----- | ----- | ----- | ----- |
| 2 464 | 4 295 | 4 875 | 4 975 | 4 600 | 3 468 |

| 2000  | 2010  | - | - | - | - |
| ----- | ----- | - | - | - | - |
| 3 254 | 2 837 | - | - | - | - |

## À noter
Le film U-Turn s'y déroule et y a été tourné.